# 石田卓巳
石田 卓巳（いしだ たくみ、1953年9月26日 - ）は日本の実業家。労働省官僚。

## 人物・経歴
福岡県に生まれる。1972年福岡県立修猷館高等学校を経て、1976年東京大学法学部を卒業。修猷館高校の同級生には、福岡銀行頭取を務めた柴戸隆成、西日本シティ銀行頭取を務めた谷川浩道がいる。
1976年労働省に入省。1985年12月山一證券経済研究所に入社。
1991年4月深町家具店に入社し、1997年3月同社事業部長。1998年9月ナフコ（深町家具店により1970年に設立、後に深町家具店を吸収合併）に入社し事業部長、2000年2月取締役、2002年12月専務取締役、2003年5月専務取締役事業推進部長、2007年6月取締役副社長を経て、2010年10月代表取締役社長に就任。2017年8月代表取締役社長HI営業本部長となる。
妻であるナフコ副社長石田佳子は、元ナフコ会長・社長の深町勝義の長女。